# اکتاش، گریده
اکتاش، گریده (به لاتین: Aktaş, Gerede) یک منطقهٔ مسکونی در ترکیه است که در استان بولی واقع شده‌است.

## خصوصیات
اکتاش ۶۲ نفر جمعیت دارد.